# Shinnyoji

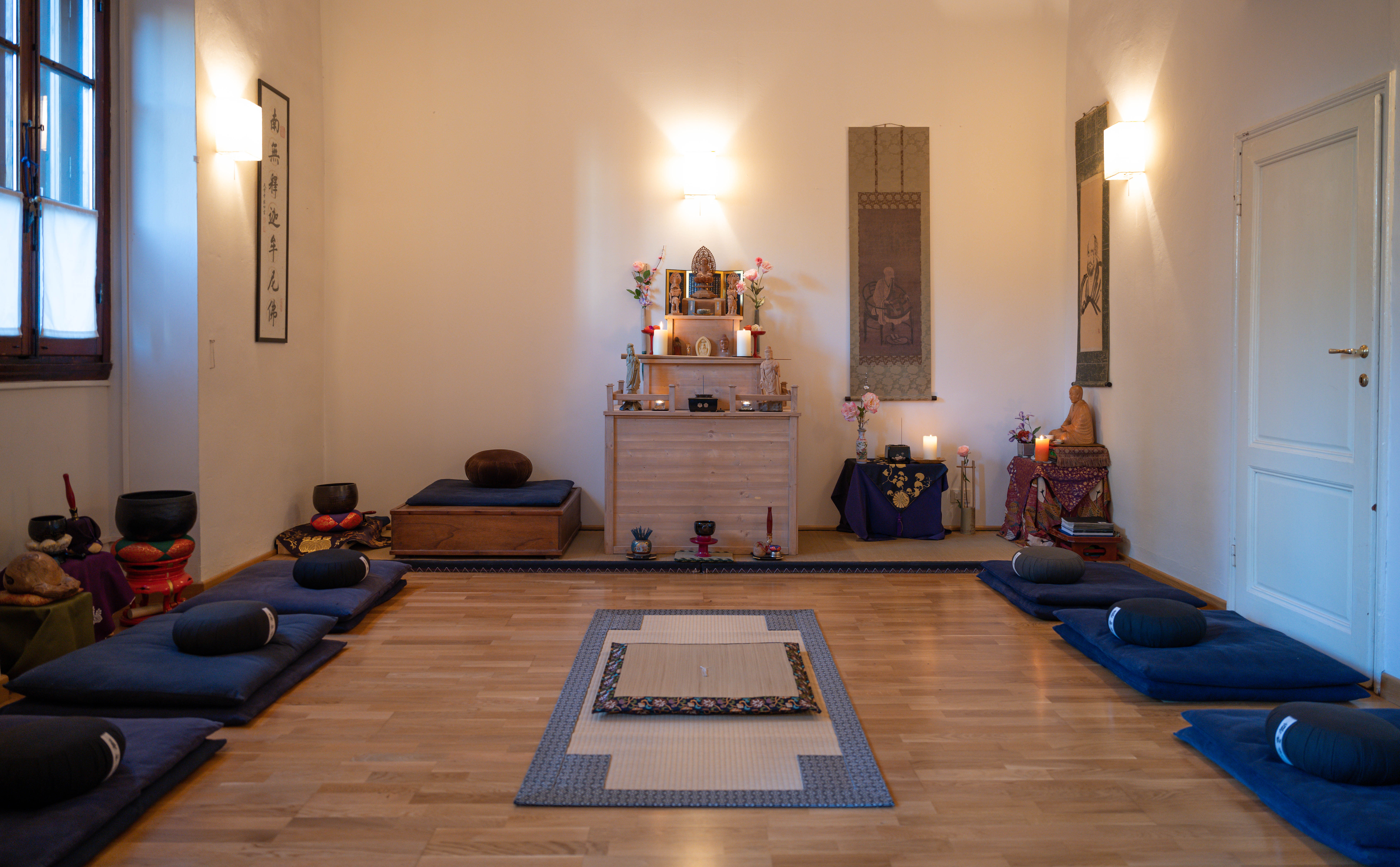
Zendo del tempio Shinnyoji, Firenze

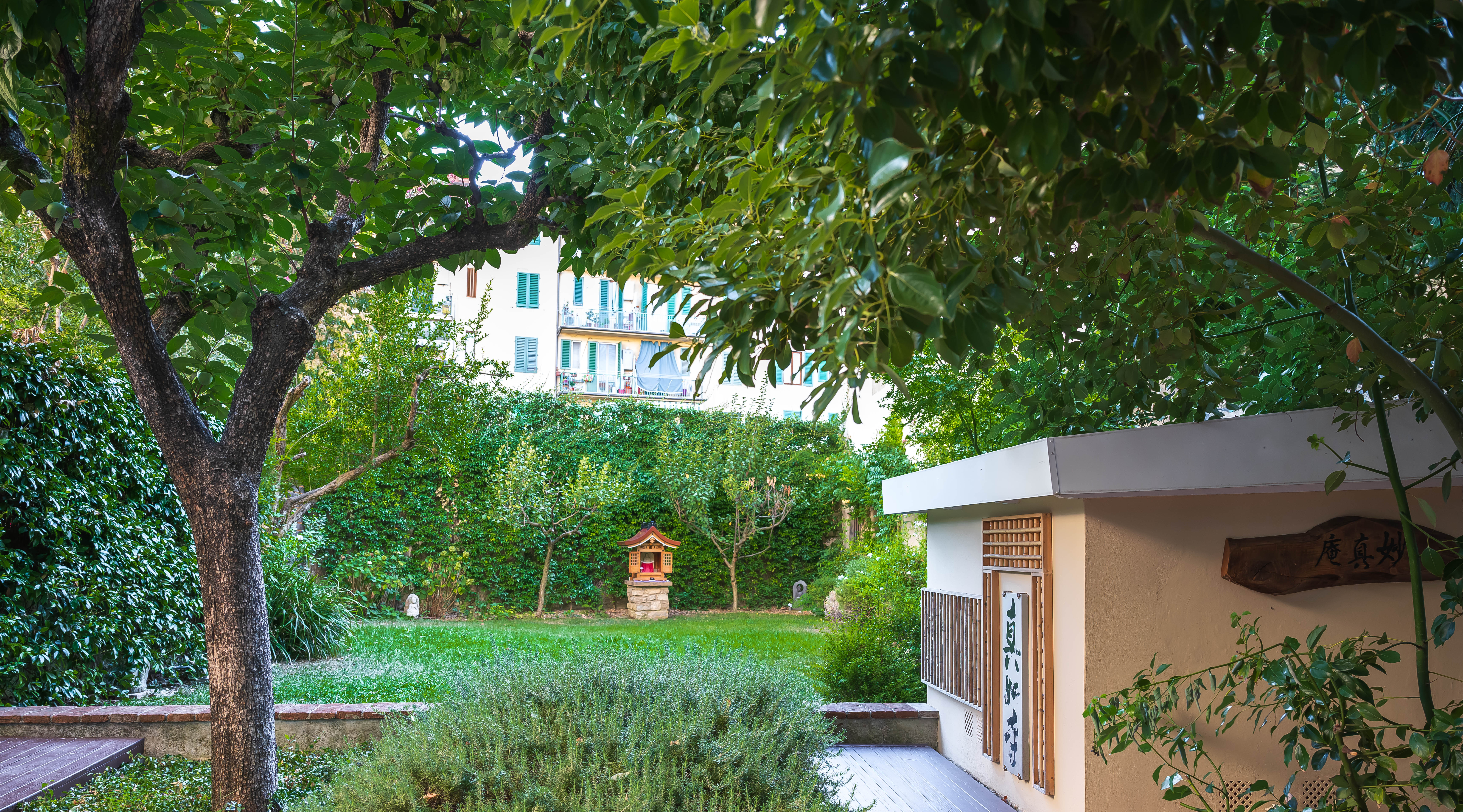
Giardino del tempio Shinnyoji, Firenze

Il Tempio Zen Shinnyoji di Firenze, o Centro Zen di Firenze (in giapponese 真如寺?, Tempio della Verità così com'è) è un luogo di culto e una comunità spirituale afferente al Buddismo Sōtō Zen (Sōtō-shū: 曹洞宗), fondato nel 2004 dal maestro Zen italiano Anna Maria Iten Shinnyo Marradi 伊天真如(1953)1 che ha ricevuto la Trasmissione del Dharma dal maestro Zen Tenrai Ryūshin Azuma (1935), 72º abate del monastero Tōkōzan Daijōji 大乗寺3 di Kanazawa in Giappone.
Il Centro Zen Firenze Tempio Shinnyoji è membro dell'Unione Buddista Italiana ed è riconosciuto dalla scuola Sōtō-shū all’interno del circuito dei templi Sōtō Zen ufficialmente autorizzati fuori dal Giappone. È associato al Sōtō Zen Buddhism Europe Office.
Il tempio Shinnyoji è riconosciuto ufficialmente dal rev. Tenrai Ryūshin Azuma rōshi quale "Shinnyoji Daijōji Italia Betsuin": "Tempio della Verità così com’è, Sede Italiana del monastero di Daijōji". La comunità buddista del sangha di Shinnyoji segue la tradizione del monastero di addestramento Tōkōzan Daijōji di Kanazawa, fondato nel 1289 dal maestro Zen Tettsū Gikai (1219-1309), terzo abate di Eiheiji.
Il sangha di Shinnyoji è costituita da laici e ordinati che lavorano e vivono nel mondo e che animano il Tempio nei momenti della pratica negli incontri settimanali, nei ritiri intensivi e stagionali, durante la celebrazione delle cerimonie religiose.
Il Tempio Shinnyoji dal marzo 2016 aderisce al progetto della “Sala di Preghiera e del Silenzio” e al Protocollo, unico nel suo genere in Italia, tra l’Azienda Ospedaliera Universitaria Careggi, l’Università degli Studi di Firenze e il Servizio Sanitario della Toscana, e le quattordici realtà religiose presenti nel territorio di pertinenza dell’ospedale.
Aderisce a Firenze in rappresentanza della Tradizione buddista Sōtō Zen al “Tavolo istituzionale per il Dialogo Interreligioso” promosso dall’Assessorato ai Rapporti con le Confessioni Religiose del Comune di Firenze, e al “Tavolo Regionale per il dialogo con le confessioni religiose e le tradizioni spirituali in Toscana” promosso dalla Regione Toscana.
Dalla primavera del 2019 il Tempio Shinnyoji organizza e realizza un convegno annuale su temi della dottrina Sōtō Zen, per diffondere e favorire l’accesso alla millenaria cultura buddista a tutte le fasce della popolazione. L’intento è di offrire spunti di interesse e di riflessione applicabili sia per persone di indirizzo buddista, che per laici o appartenenti ad altre fedi, atti a migliorare la qualità dell’esistenza. L’impegno è teso a contribuire allo sviluppo di saperi e conoscenze, tali da favorire una maggiore consapevolezza del ruolo fondamentale dell’individuo per la costruzione di una società più libera, felice e solidale. L’aspetto innovativo si esplica in una composita diffusione del Dharma in spazi laici, coniugata nelle varie discipline: dalla dottrina alla filosofia, dalla letteratura alla poesia, all’arte figurativa, con il coinvolgimento di figure religiose, accademiche, culturali e istituzionali, con un approccio alla dottrina Zen che integra gli aspetti religiosi con quelli letterari e più ampiamente socio-culturali.